# Gabín (Montederramo)
Gabín (llamada oficialmente San Pedro de Gabín) es una parroquia y un lugar del municipio español de Montederramo, en la provincia de Orense, Galicia.

## Organización territorial
La parroquia está formada por diez entidades de población:

### Entidades de población
Entidades de población que forman parte de la parroquia:
- As Pereiras
- Fontedoso
- Gabín
- Mazaira
- Mogaínza (A Mogaínza)
- Touzal
- Valdarias
- Vilanova

### Despoblados
Despoblados que forman parte de la parroquia:
- Ferreiria (A Ferrería)
- Teijedo (O Teixedo)

## Demografía

### Parroquia
| Gráfica de evolución demográfica de Gabín (parroquia) entre 2000 y 2022 |
|                                                                         |
| Datos según el nomenclátor publicado por el INE.                        |

### Lugar
| Gráfica de evolución demográfica de Gabín (lugar) entre 2000 y 2022 |
|                                                                     |
| Datos según el nomenclátor publicado por el INE.                    |